# Ramón J. Velásquez
Ramón José Velásquez Mujica (San Juan de Colón, 28 de noviembre de 1916-Caracas, 24 de junio de 2014) fue un historiador, periodista y político venezolano. Desempeñó los cargos de Secretario General de la Presidencia (1959-63), durante el gobierno constitucional de Rómulo Betancourt, y ministro de Comunicaciones (1969-71), en el primer gobierno de Rafael Caldera. Destacó como senador durante diferentes legislaturas. En junio de 1993 fue elegido presidente encargado por el Congreso Nacional, para finalizar el último año del quinquenio de Carlos Andrés Pérez, tras ser este destituido y enjuiciado.
Se reconocen sus aportes bibliográficos, así como su empeño en la preservación y documentación de archivos sobre la historia venezolana, entre los que destacan el Archivo Histórico de Miraflores y la colección del Pensamiento político venezolano. Es autor de obras consideradas clásicas en el ensayo y la historiografía venezolana como La caída del liberalismo amarillo (1972) y Confidencias imaginarias de Juan Vicente Gómez (1978).

## Primeros años
Fue hijo de los educadores tachirenses Ramón Velásquez Ordóñez y Regina Mujica.
Se graduó como abogado en 1943. Fue colaborador del embajador de Venezuela en Estados Unidos, Diógenes Escalante, en tiempos de Isaías Medina Angarita.[cita requerida] Ingresa a la plantilla de reporteros del periódico Últimas Noticias por preferir la agitada y movida sala de redacción.
Fue arrestado en tres ocasiones durante la dictadura militarː entre 1949 y 1950, 1953 y 1954 y nuevamente hasta 1957. 

## Carrera política
Velásquez sale a la calle a ejercer como el primer director del diario El Mundo. Tras esto comenzó a ejercer la docencia en la Universidad Central de Venezuela. También fue elegido como senador por el estado Táchira y diputado por el estado Miranda con Acción Democrática en 1958, cargos que ejerció por poco tiempo debido a que fue nombrado secretario de la Presidencia por Rómulo Betancourt, hasta su final en 1963.
Su ejercicio periodístico lo conduce a dirigir importantes diarios y revistas como el diario El Nacional, en dos oportunidades, la primera entre 1964 y 1968. Esto no significó su retiro de otros diarios como redactor de columnas, artículos y reportajes que reflejan la historia política y social del país.
En 1967 fue galardonado con el Premio Maria Moors Cabot de la Universidad de Columbia (Estados Unidos), por «el impulso del periodismo vigoroso y responsable» en Venezuela.

En 1968 renunció como director de El Nacional debido a la censura editorial a la campaña de Rafael Caldera; Ramón J. Velásquez expresó no compartir esas acciones.

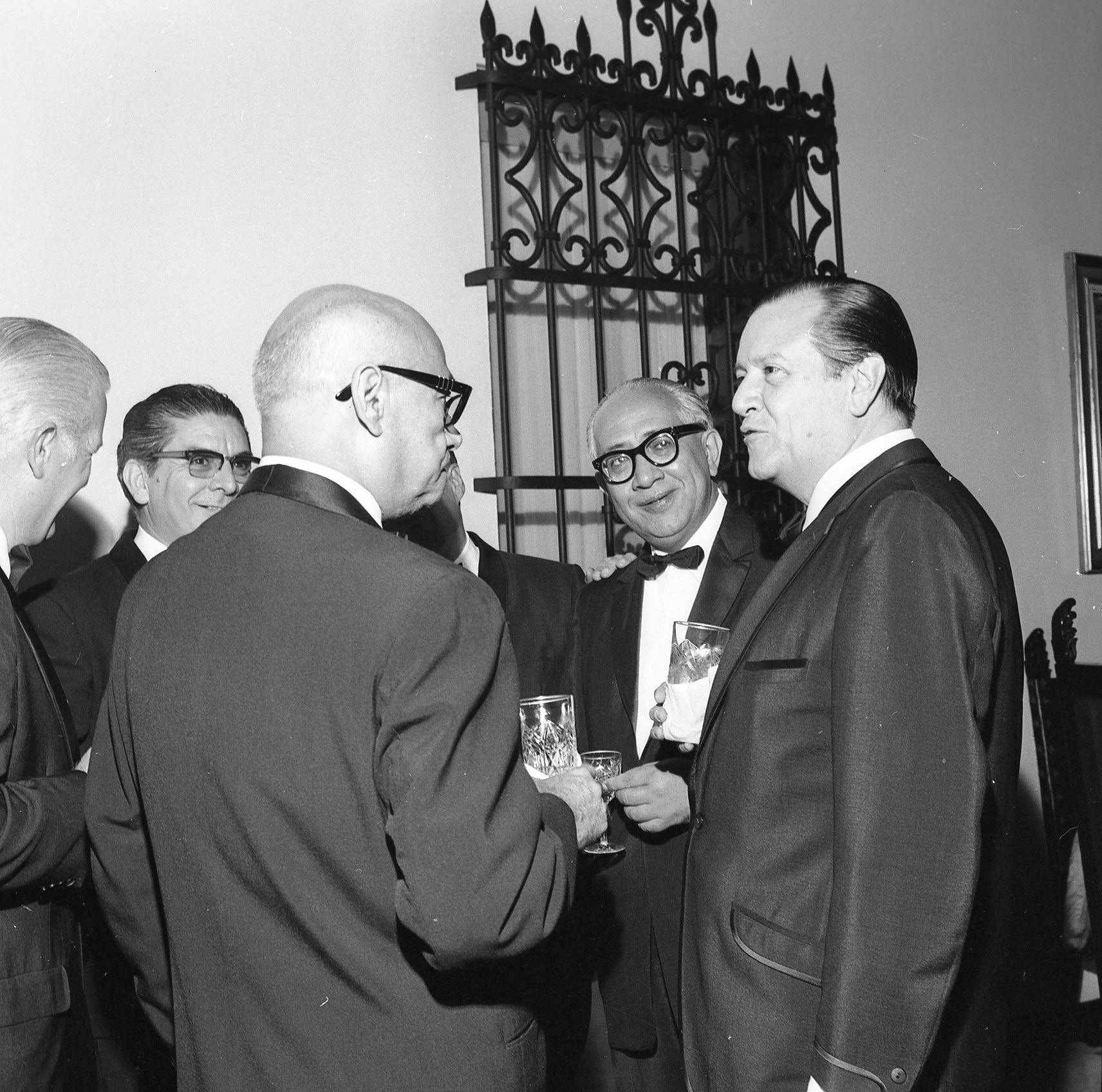
Velásquez junto al presidente entrante, Rafael Caldera, y al saliente, Raúl Leoni, durante una cena de gala ofrecida a la familia Leoni en La Casona, el 25 de marzo de 1969.

En 1969 fue nombrado ministro de Comunicaciones durante el primer gobierno de Rafael Caldera.
Creyente en la descentralización, promovió la creación de la Corporación de Desarrollo de Los Andes Corpoandes. Presidió la Comisión para la Reforma del Estado (COPRE) creada por el presidente Jaime Lusinchi en el lapso 1984-1986, siendo sustituido por Arnoldo José Gabaldón Berti en 1987 cuando renuncia al cargo.

Participó activamente en la campaña electoral donde Carlos Andrés Pérez buscó una segunda presidencia en las elecciones presidenciales del 4 de diciembre de 1988. En el segundo gobierno de Carlos Andrés Pérez fue senador y presidente por Venezuela de la Comisión Presidencial para Asuntos Fronterizos Colombo Venezolanos (COPAF) entre 1989 y 1993.

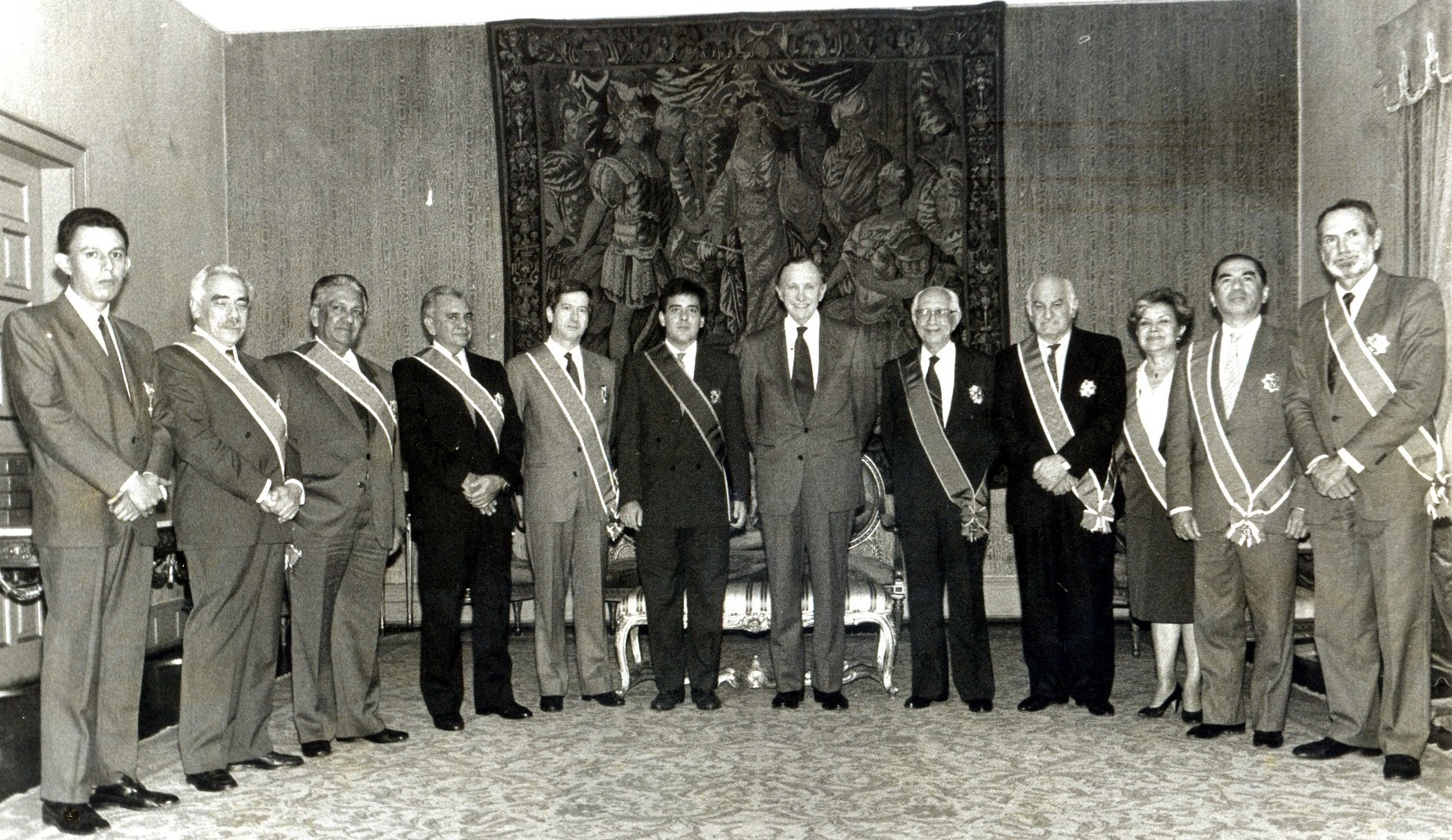
Visita de la Comisión Presidencial de Asuntos Fronterizos a Bogotá en 1991.

## Gobierno interino (1993-1994)
La autorización del Congreso Nacional para la apertura de un juicio a Carlos Andrés Pérez desató una grave crisis, que se resolvió mediante la decisión de los grandes partidos históricos de elegir a Velásquez para que concluyera como Presidente el periodo constitucional. El 4 de junio de 1993 el Congreso eligió con 205 votos al entonces senador por el Estado Táchira, Ramón J. Velásquez, como presidente constitucional para sustituir a Carlos Andrés PérezLa decisión fue tomada mediante común consenso entre las fracciones en el parlamento que no querían como sucesor a Octavio Lepage, presidente del Congreso en esos momentos. Los partidos Acción Democrática y COPEI decidieron apoyar a Velásquez pero no aportar militantes suyos para integrar el gabinete ministerial.
El presidente Velásquez asumió como política central de su gobierno un proyecto de descentralización de la nación, creando el Ministerio de Estado para la Descentralización.
El gobierno interino legisló con una Ley Habilitante. Su política económica incluyó la implantación del Impuesto al Valor Agregado, la suspensión de las privatizaciones que estaban siendo llevadas a cabo por el segundo gobierno de CAP y lidió con el inicio de la crisis bancaria de 1994, interviniendo sin éxito el Banco Latino, con la subsecuente fuga de divisas al exterior. Su política judicial fue criticada por el escándalo tras el indulto al narcotraficante Larry Tovar Acuña, donde la firma del presidente fue falsificada por su secretaria privada, quien fue condenada posteriormente.
Tras los intentos de golpe de Estado de 1992 contra CAP y bajo un clima de desconfianza, el presidente Velásquez intentó reemplazar al ministro de Defensa Radamés Muñoz y a todos los miembros de la cúpula castrense durante la mayor parte de su presidencia, hasta que se hizo por decisión del recién electo presidente Rafael Caldera en enero de 1994.
Su política exterior estuvo vinculada a los intereses de la integración latinoamericana, llevando a cabo un acuerdo entre los países del Caribe (Caricom) y el G-3. Otros hechos ocurridos bajo su breve gobierno incluyeron la tragedia de Las Tejerías.
El presidente Velásquez condecoró con la Orden del Libertador en primera clase a todo su gabinete poco antes de dejar el poder, en 1994.

## Bibliografía

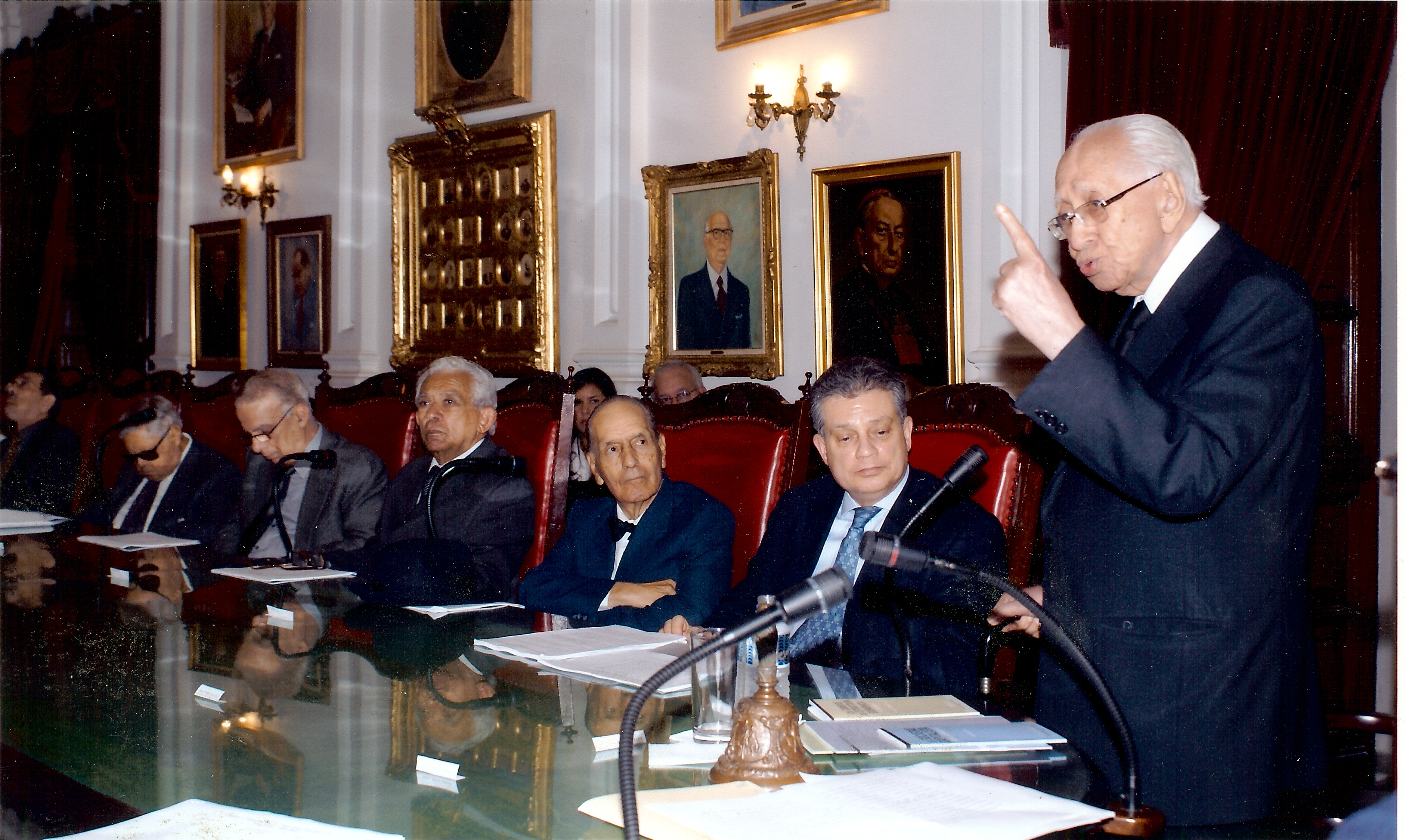
Ramón José Velásquez en 2008.

## Libros sobre la obra de Velásquez
- Mijares, Augusto.; Malaver, Manuel.; Prieto Figueroa, Luis Beltrán.; et.al. (1987). Juicios sobre dos obras de Ramón J. Velásquez. Caracas: Ediciones Centauro. ISBN 978-980-263-083-7.
- Rincón Noriega, Fredy (1987). Ramón J. Velásquez, un venezolano que hace historia. Caracas: Ediciones Centauro/Avilarte, ISBN 980-263-084-5
- Aveledo, Ramón Guillermo.; Müller Rojas, Alberto.; Caballero, Manuel.; et.al. (1988). Testimonios sobre la obra de Ramón J. Velásquez. Caracas: Ediciones del Congreso de la República. ISBN 980-231-051-4.
- Consalvi, Simón Alberto. (1988). Ramón J. Velásquez: la historia y sus historias. Caracas: Editorial La Draga y El Dragón.
- Grases, Pedro; Brewer Carias, Allan; Polanco Alcantara, Tomás (2003).  Febres, Laura, ed. Ramón J. Velásquez: Estudios sobre una trayectoria al servicio de Venezuela. Caracas: Universidad Metropolitana - Universidad de los Andes. ISBN 980-366-273-2.
- Otálvora, Edgar C. (1994). La Paz Ramónica. Caracas: Editorial Pomaire. Segunda edición ampliada y revisada, en versión digital (2011) ASIN B00507QJYE.
- Hernández Contreras, Luís. (2012). El Doctor Velásquez: una historia nunca contada. San Cristóbal: Proculta. ISBN 978-980-12-5756-1
- Banko, Catalina.; González Escorihuela, Ramón. (2016). Ramón J. Velásquez. Caracas: Biblioteca Biográfica Venezolana El Nacional. ISBN 978-980-388-754-4

## En la cultura popular
- En 1990, la escritora venezolana Laura Antillano publicó su novela Solitaria Solidaria. Ramón J. Velásquez aparece como uno de los personajes de la vida real con los cuales se reúne Zulay, el personaje de ficción que protagoniza la novela. La obra fue finalista del Premio Miguel Otero Silva de novela de 1990.
- En 1993, luego de su ascenso a la Presidencia de la República, Ramón J. Velásquez fue incluido como uno de los personajes de la telenovela Por estas calles, producida y difundida por el canal RCTV.
- En el año 2008, el escritor venezolano Francisco Suniaga, publicó la novela El pasajero de Truman, sobre los hechos políticos de 1945 alrededor de la frustrada candidatura presidencial de Diógenes Escalante. Ramón J. Velásquez es uno de los personajes centrales de la novela bajo el nombre de Román Velandia.
- El 1 de julio de 2011 fue estrenada en Caracas la obra de teatro Diógenes y las camisas voladoras escrita por Javier Vidal, bajo la dirección de Moisés Guevara. El actor José Miguel Dao personificó a Ramón J. Velásquez en esta reconstrucción de los hechos alrededor de Diógenes Escalante.

| Predecesor: Octavio Lepage | Presidente de la República de Venezuela 5 de junio de 1993 – 2 de febrero de 1994 | Sucesor: Rafael Caldera |